# STS-99
STS-99は、アメリカ合衆国のスペースシャトルのミッションである。

## 搭乗員
- ケビン･クレーゲル（英語版） (4) - 船長
- ドミニク・パドウィル・ゴーリー（英語版） (2) - 操縦手
- ジャネット・L・カヴァンディ (2) - ミッション・スペシャリスト
- ジャニス・E・ヴォス (5) - ミッション・スペシャリスト
- 毛利衛 (2) - ミッション・スペシャリスト - 日本
- ゲルハルト・ティエル（ドイツ語版、英語版） (1) - ミッション・スペシャリスト - ドイツ

## ミッション・パラメータ
- 質量:
  - 打上時: 116,376 kg
  - 着陸時: 102,363 kg
  - ペイロード: 13,154 kg
- 近地点: 224 km
- 遠地点: 242 km
- 軌道傾斜角: 57°
- 周期: 89.2 分

## ミッションの概要
SRTM (Shuttle Radar Topography Mission)
シャトルに搭載した合成開口レーダーで地表を撮影し、高精度の立体地図を作成。
EarthKAM
中学生などがシャトルに搭載したデジタルカメラを遠隔操作して地球を撮影する教育プログラム。